# Glenea leucospila
Glenea leucospila là một loài bọ cánh cứng trong họ Cerambycidae.